# Антонов, Анатолий Иванович (дипломат)
Анато́лий Ива́нович Анто́нов (род. 15 мая 1955, Омск, РСФСР, СССР) — российский государственный деятель, дипломат. Действительный государственный советник Российской Федерации 1-го класса (2014). Чрезвычайный и полномочный посол (2007). Кандидат экономических и доктор политических наук.
Чрезвычайный и полномочный посол России в США (21 августа 2017 — 10 октября 2024). Заместитель министра иностранных дел Российской Федерации (28 декабря 2016 — 21 августа 2017). Заместитель министра обороны Российской Федерации (2011—2016).
За поддержку российско-украинской войны находится под персональными международными санкциями всех стран Европейского союза, Великобритании, Канады, Швейцарии, Украины.

## Биография
Родился 15 мая 1955 года в Омске. В 1978 году окончил факультет международных экономических отношений МГИМО, в 1984 году — аспирантуру при МГИМО.

### Дипломатическая служба
В 1978 году поступил на службу в Министерство иностранных дел СССР. Занимал различные должности в загранпредставительствах и центральном аппарате МИД СССР, затем в Министерстве иностранных дел Российской Федерации.
В 1995—1998 годах — заместитель директора Департамента по вопросам безопасности и разоружения Министерства иностранных дел Российской Федерации.
В 1998—2002 годах — заместитель постоянного представителя Российской Федерации при Отделении ООН и других международных организациях в Женеве, Швейцария.
С 2000 года — член Экспертно-консультативного совета ПИР-Центра.
В 2002—2004 годах — посол по особым поручениям МИД России.
В 2004—2011 годах — директор Департамента по вопросам безопасности и разоружения Министерства иностранных дел Российской Федерации. Возглавлял российские делегации на международных переговорах по различной военно-политической проблематике, в том числе конференциях по рассмотрению действия Договора о нераспространении ядерного оружия, конвенций о запрещении химического и биологического оружия, переговорам с США по дальнейшему ограничению стратегических наступательных вооружений и противоракетной обороне, по многосторонним механизмам экспортного контроля. Неоднократно участвовал в работе сессий Генеральной ассамблеи ООН. Общий стаж работы Антонова в Министерстве иностранных дел Советского Союза и России составляет более 30 лет.
В 2006 году возглавлял делегацию на чрезвычайной конференции участников Договора об обычных вооружённых силах в Европе, после провала которой РФ ввела мораторий на исполнение договора.

### Работа в Министерстве обороны России
2 февраля 2011 года указом президента России Дмитрия Медведева назначен заместителем министра обороны Российской Федерации. В министерстве отвечал за проблематику международного военного и военно-технического сотрудничества, в том числе в части подготовки международных соглашений в соответствующей области. Курировал работу главного управления международного военного сотрудничества и управления по контролю за выполнением договоров (Национальный центр по уменьшению ядерной опасности). Систематически привлекался к публичным комментариям по актуальным военно-политическим темам, принимал участие в работе профильных научно-аналитических конференций. Отвечал за организацию контактов Минобороны России с военными ведомствами зарубежных стран.
В 2012 году в Институте мировой экономики и международных отношений РАН защитил докторскую диссертацию на тему «Контроль над ядерными вооружениями как фактор обеспечения национальной и международной безопасности», доктор политических наук. Имеет также учёную степень кандидата экономических наук.
В связи с конфликтом на востоке Украины и аннексией Крыма  Россией в феврале 2015 года внесён в санкционные списки Евросоюза и Канады, в сентябре 2015 года — в санкционный список Украины. Правительство США так и не включило Антонова в свои санкционные списки, и это не случайность. В Вашингтоне хорошо знали заместителя министра обороны, который был ключевым переговорщиком по ряду военных вопросов и не хотели обострять отношения с Москвой.

### Возвращение в МИД России и деятельность на посту посла России в Соединённых Штатах Америки
18 декабря 2016 года указом президента России назначен заместителем министра иностранных дел Российской Федерации. Курировал вопросы военно-политической безопасности.
После президентских выборов в США встал вопрос о замене Сергея Кисляка, работавшего в должности посла России в США восемь лет. Антонов назывался в прессе как наиболее вероятный кандидат на эту должность.
11 мая 2017 года МИД России внёс кандидатуру Антонова в Федеральное собрание для рассмотрения назначения на должность Чрезвычайного и полномочного посла в США. Назначение было одобрено Государственной думой и Советом Федерации. Агреман на назначение Антонова, по данным источников, поступил из США в Москву в середине июля.
21 августа 2017 года указом президента России назначен чрезвычайным и полномочным послом в США и постоянным наблюдателем Российской Федерации при Организации американских государств в Вашингтоне по совместительству. 31 августа прибыл в Вашингтон, 8 сентября 2017 года вручил верительные грамоты президенту США Дональду Трампу.
5 октября 2024 года завершил работу в качестве посла России в США и вылетел из Вашингтона в Москву. 10 октября 2024 года указом президента освобождён от обязанностей чрезвычайного и полномочного посла Российской Федерации в Соединённых Штатах Америки и постоянного наблюдателя при Организации американских государств в Вашингтоне.

#### Высказывания в связи с вторжением на Украину (2022)
20 февраля 2022 года, за день до признания Россией независимости ДНР и ЛНР и за четыре дня до вторжения России на Украину, Антонов заявил, что Донбасс и Луганск являются частью Украины, а Россия не имеет планов вторгаться на Украину и захватывать её территорию.
14 мая 2022 заявил, что капитуляции Москвы на Украине не будет.
В мае 2022 рассказал о том, что единственные американские официальные лица, которые заинтересованы в переговорах с послом России — это сотрудники ФБР, которые забрасывают его и его подчиненных целевой рекламой в соцсетях, предлагая шпионить за действиями Москвы. «Они посылают нам сообщения: „Вы должны предать свою Родину!“» — заявил Антонов. ФБР подтвердило информационную кампанию.

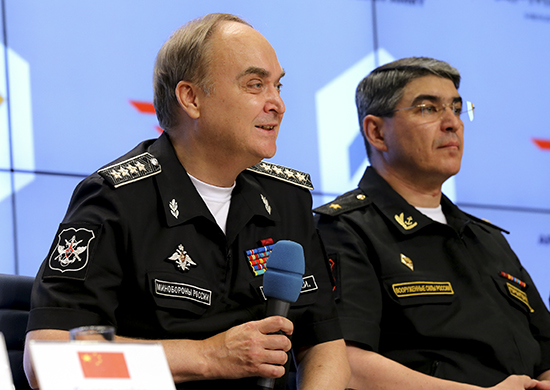
На пресс-конференции по случаю начала военных учений, 30 июля 2015 года.
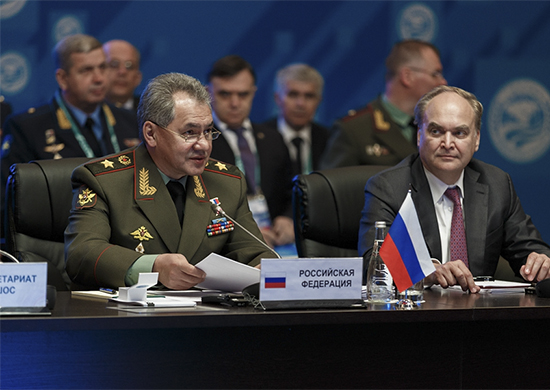
С министром обороны РФ Сергеем Шойгу на совещании глав военных ведомств государств – членов ШОС, 30 июня 2015 года.
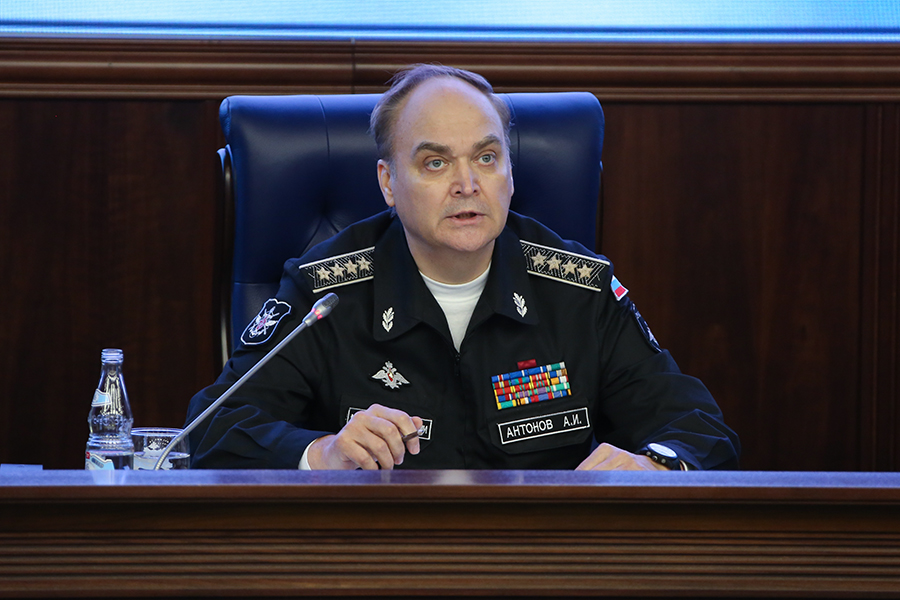
Выступление перед иностранными военными атташе в НЦУО РФ, 21 марта 2015 года.
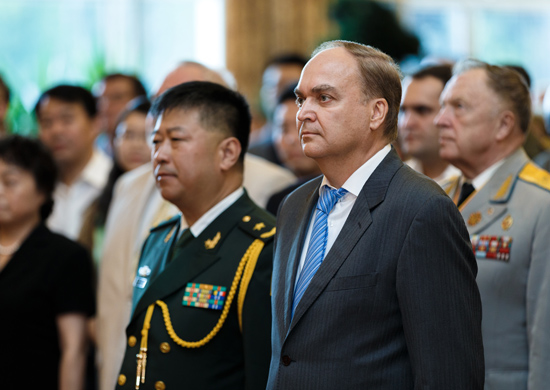
На торжественном приёме по случаю 88-й годовщины образования НОАК, 24 июля 2015 года.

### Дальнейшая деятельность
После ухода с дипломатической службы Антонов стал советником главы банка ВТБ Андрея Костина по развитию международных контактов с дружественными странами и БРИКС.

## Международные санкции
Из-за нарушения территориальной целостности и независимости Украины во время российско-украинской войны находится под персональными международными санкциями разных стран. С 17 февраля 2015 года находится под санкциями Канады. С 21 июня 2018 находится под санкциями Украины. С 14 марта 2020 года был включен в санкционный список всех стран Европейского союза из-за поддержки введения российских войск на Украину. С 2 апреля 2020 года находится под санкциями Швейцарии. С 31 декабря 2020 года находится под санкциями Великобритании. С 26 февраля 2022 под персональными санкциями Японии.
В 2018 году в интервью «Россия 24» Антонов напомнил, что является единственным в мире послом, находящимся под санкциями.

## Личная жизнь
Владеет английским и бирманским языками. Имеет дочь.

## Дипломатический ранг и классный чин
- Чрезвычайный и полномочный посол (12 июля 2007)[19].
- Действительный государственный советник Российской Федерации 1-го класса (27 января 2014)[20].

## Собственность и доходы
Доход Антонова за 2013 год составил 8 317 745 руб., в 2014, 2015 и 2016 годы его доход составлял около 11 млн рублей за каждый год. В собственности находится одна квартира общей площадью 86,2 м² и два машиноместа. Транспортных средств, загородных домов и участков не имеет.

## Награды
- Орден «За заслуги перед Отечеством» III степени (20 декабря 2024) — за большой вклад в реализацию внешнеполитического курса Российской Федерации и многолетнюю добросовестную дипломатическую службу[22]
- Орден «За заслуги перед Отечеством» IV степени (2010)[23]
- Орден Александра Невского (2016)
- Орден «За военные заслуги» (2009)
- Орден Почёта (2006)
- Орден Почёта (11 февраля 2008) — за большой вклад в реализацию внешнеполитического курса Российской Федерации, многолетнюю безупречную дипломатическую службу[24]
- Орден Дружбы (2014)
- Медаль «За возвращение Крыма»
- Юбилейная медаль «70 лет Вооружённых Сил СССР»
- Медаль «За укрепление боевого содружества»[25]
- Медаль «За отличие в военной службе» I, II, III степеней[26]
- Благодарность Правительства Российской Федерации (25 декабря 2023) — за большой вклад в реализацию внешнеполитического курса Российской Федерации и многолетнюю добросовестную дипломатическую службу[27].